# Andreas Birch

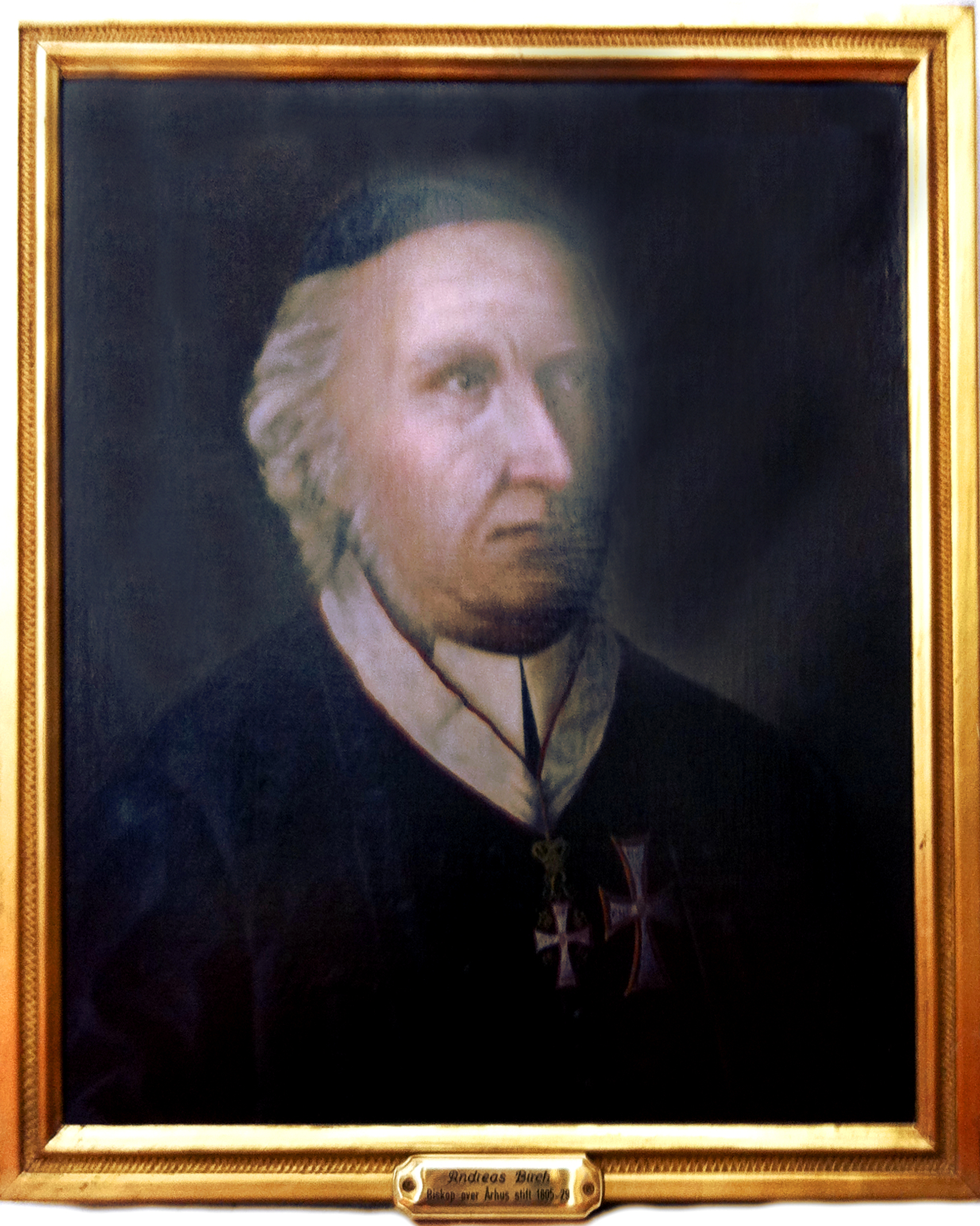
Andreas Birch

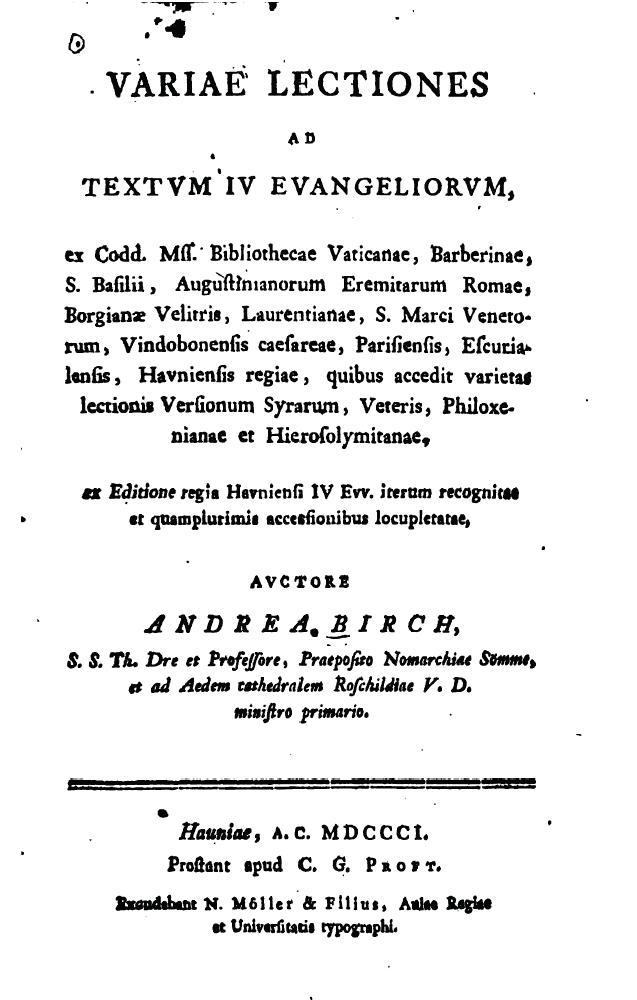
Variae Lectiones ad Textum IV Evangeliorum, Haunie 1801

Andreas Birch (ur. 6 listopada 1758, zm. 25 października 1829) – duński biblista i paleograf. Birch w latach 1781–1783 wysłany został przez króla Danii, Chrystiana VII, dla zbadania i skolacjonowania rękopisów we Włoszech, Niemczech i innych europejskich krajach. Badał między innymi Kodeks Watykański, którego partie wydał w Kopenhadze (1798-1801), Kodeks Watykański 354 i wiele innych.

## Dzieła
- Kritisk Beskrivelse over groeske Haandskrifter af det Nye Testamente, Copenhagen, 1785
- Quatuor Evangelia graece, cum variantibus a textu lectionibus codd. MSS. bibliothecae Vaticanae, Barberinae, Laurentianae, Vindobonensis, Escurialensis, Havniensis Regia, quibus accedunt, lectiones versionum syrarum, veteris, Philoxenianae, et Hierosolymitanae, (Copenhagen, 1788)
- Variae Lectiones ad Textum Actorum Apostolorum, Epistolarum Catholicarum et Pauli, Copenhagen 1798
- Variae lectiones ad Apocalypsin, 1800
- Variae Lectiones ad Textum IV Evangeliorum, Haunie 1801